# Nasique de Pulitzer
Macrosphenus pulitzeri
Espèce
Statut de conservation UICN

 EN C2a(ii) : En danger
Le Nasique de Pulitzer (Macrosphenus pulitzeri) est une espèce d'oiseaux d'Angola appartenant à la famille des Macrosphenidae.

## Répartition
Cette espèce est endémique de l'ouest de l'Angola.

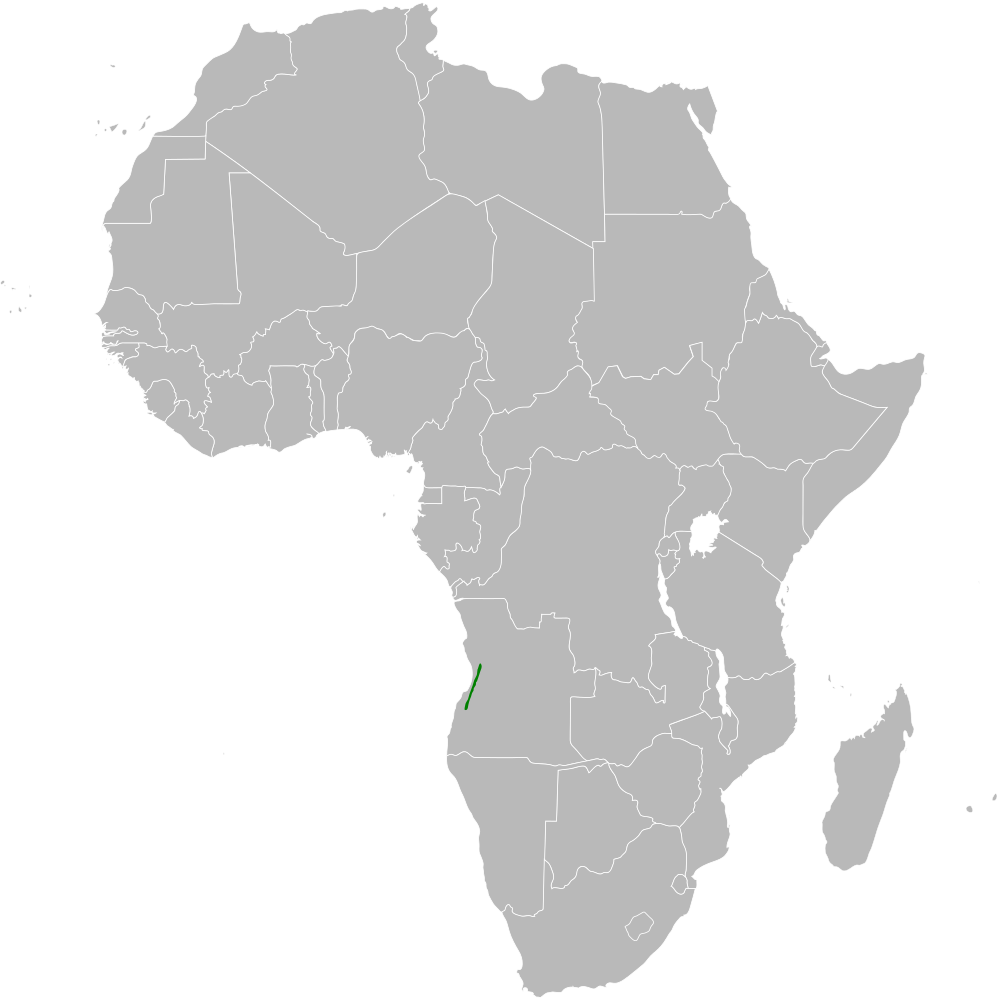
Carte (peu lisible) de répartition.

## Sources
- (en) Congrès ornithologique international : Macrosphenus pulitzeri dans l'ordre Passeriformes
- (en) UICN : espèce Macrosphenus pulitzeri Boulton, 1931 (consulté le 26 mai 2015)